# Zimmer 301
Zimmer 301 (Originaltitel: Huone 301; Alternativtitel: Man In Room 301) ist eine finnisch-britische Nordic Noir-Krimiserie aus der Feder der britischen Autorin und Schauspielerin Kate Ashfield. Ursprünglich sollte Zimmer 301 eine britische Produktion werden, wurde dann nach Finnland verlagert, wo die Miniserie mit sechs Episoden entstand. Inspiriert ist die Handlung vom Mord an James Bulger und dem Vermisstenfall Madeleine McCann.
Die Serie hatte beim CANNESERIES-Festival am 11. Oktober 2020 internationale Premiere und wurde ab 19. Dezember 2019 auf der finnischen Streaming-Plattform Elisa Viihde angeboten. Ende 2020 wurde bekannt, dass die öffentlich-rechtliche British Broadcasting Corporation (BBC) die Rechte erworben hatte. Von BBC Four wurde die Serie erstmals ab dem 27. Februar 2021 ausgestrahlt. In Deutschland wurde sie erstmals ab dem 23. September 2021 von Arte gesendet und war vorab schon am 16. September in der Arte-Mediathek abrufbar.

## Handlung
2007: Am Tag nach der Mittsommerfeier der Familie Kurtti wird ihr  zweijähriger Tommi erschossen im Wald gefunden. Nah bei der Leiche wird der zwölfjährige Nachbarsjunge Elias Leppo angetroffen – mit einem Gewehr in der Hand. Doch ob es ein Unfall oder willentliche Tötung war, kann nicht festgestellt werden.
2019: Nach einem Friedhofsbesuch und einen Tag vor der Abfahrt in den Griechenlandurlaub erhält die Familie einen mysteriösen Brief mit dem Inhalt: „Keine Blumen am Grab. Denkt Ihr noch an mich?“ Im Feriendomizil auf der griechischen Insel Kos glauben Großvater Risto Kurtti und sein Sohn Seppo, dass ein junger Mann, der in Zimmer 301 wohnt und sich als Leo vorstellt, dem damaligen Elias sehr ähnlich sieht. Risto will sichergehen, dass der rothaarige Leo auch wirklich Elias ist. Später erhält er eine SMS, die drohend fragt: „Sind Ihre Enkelkinder in Sicherheit?“ Und Leo hat augenscheinlich Interesse an Mikko Kurttis Sohn Kalle und nimmt ihn mit auf Klettertouren. Aber auch die Töchter von Mikkos Bruder Seppo könnten in Gefahr sein.

## Besetzung und Synchronisation
Die deutsche Synchronfassung erstellte die Berliner TaunusFilm Synchron unter Dialogregie von Christoph Cierpka.
| Figur               | Darsteller       | Deutscher Sprecher |
| ------------------- | ---------------- | ------------------ |
| Anna Kurtti         | Asta Friman      | Johanna Schmoll    |
| Anna Kurtti (jung)  | Hilda Panula     |                    |
| Eeva Kurtti         | Kaija Pakarinen  |                    |
| Kalle Kurtti        | Vilho Rönkkönen  |                    |
| Leena Kurtti        | Kreeta Salminen  |                    |
| Mikko Kurtti        | Andrei Alén      |                    |
| Olivia Kurtti       | Leena Pöysti     | Anna Grisebach     |
| Risto Kurtti        | Antti Virmavirta | Frank Röth         |
| Seppo Kurtti        | Jussi Vatanen    | Tim Knauer         |
| Tommi Kurtti        | Eliel Lahdensuu  |                    |
| Tommi Kurtti        | Oliver Lahdensuu |                    |
| Tytti Kurtti        | Linnea Skog      | Derya Flechtner    |
| Tytti Kurtti (jung) | Pinja Kivilahti  |                    |
| Elias Leppo         | Viljami Lahti    | Oliver Szerkus     |
| Joel Leppo          | Jarkko Lahti     | Martin Kautz       |
| Daniel              | Mikko Kauppila   | Philipp Lind       |
| Ellu                | Elias Salonen    | Florian Heinke     |
| Korhonen            | Matti Onnismaa   |                    |
| Leo                 | Elias Gould      |                    |
| Nina                | Nika Savolainen  |                    |
| Pekka               | Juha Varis       |                    |
| Martta Leppo        | Eeva Soivio      |                    |

## Episodenliste
| Nr. | Deutscher Titel | Originaltitel           | Erstausstrahlung Finnland | Deutschsprachige Erstausstrahlung (D) | Regie           | Drehbuch      |
| --- | --------------- | ----------------------- | ------------------------- | ------------------------------------- | --------------- | ------------- |
| 1 | Folge 1         | Kirje / Letter          | 19. Dez. 2019             | 23. Sep. 2021                         | Mikko Kuparinen | Kate Ashfield |
| Helsinki, 2019: Am Grabstein mit der Aufschrift „Tommi“ rufen sich Großvater Risto Kurtti und Vater Seppo Kurtti den Tag in Erinnerung, als der Zweijährige vor zwölf Jahren nach der Mittsommerfeier erschossen wurde. Am Tag vor dem geplanten Familienurlaub in Griechenland erhält Risto einen mysteriösen Brief: „Keine Blumen am Grab. Denkt Ihr noch an mich?“ Seppo fährt zunächst nicht mit in den Urlaub. Als ein junger Mann, der dem damaligen Elias sehr ähnlich sieht, Interesse an Mikkos Sohn Kalle zeigt, ist Risto alarmiert. |                 |                         |                           |                                       |                 |               |
| 2 | Folge 2         | Juhannus / Midsummer    | 26. Dez. 2019             | 23. Sep. 2021                         | Mikko Kuparinen | Kate Ashfield |
| Finnland, 2007: Das Festessen der Familie Kurtti zum Mittsommer bleibt nicht unbeobachtet. Elias, der unheimliche Nachbarsjunge, schleicht unbemerkt herum und belauscht ein brisantes Gespräch zwischen Seppos Frau Olivia und deren Bruder Mikko. Griechenland, 2019: Großvater Risto beschattet weiterhin den rothaarigen Leo, behält seinen Verdacht aber für sich und fühlt sich bestätigt, als Leo ein besonderes Interesse an Mikkos Sohn Kalle zeigt und ihn zum Klettern einlädt. Derweil versucht Seppo Elias in Finnland aufzuspüren, doch der soll in Urlaub gefahren sein. |                 |                         |                           |                                       |                 |               |
| 3 | Folge 3         | Poikaystävä / Boyfriend | 2. Jan. 2020              | 23. Sep. 2021                         | Mikko Kuparinen | Kate Ashfield |
| Finnland, 2007: Am Tag nach dem Festessen hätte Seppo auf Tommi aufzupassen sollen, doch weil er betrunken auf der Couch einschläft, bemerkt er zu spät, dass der Kleine in den Wald lief. Griechenland, 2019: Risto will sichergehen, dass Leo auch Elias ist, und durchsucht am Strand dessen Rucksack. Er wird von dessen Freundin erwischt und zur Rede gestellt. Nun verunsichert recherchiert diese im Internet über Leo und schaut in seinen Koffer. Von ihrem schockierenden Fund berichtet sie Risto noch am selben Abend. Risto verschweigt seine Vermutung weiterhin gegenüber seiner Familie. Eine weitere Nachricht, die er erhält, fragt drohend: „Sind Eure Enkelkinder in Sicherheit?“ Währenddessen sind Seppos Töchter in Helsinki auf eine Party eingeladen. |                 |                         |                           |                                       |                 |               |
| 4 | Folge 4         | Onnettomuus / Accident  | 9. Jan. 2020              | 30. Sep. 2021                         | Mikko Kuparinen | Kate Ashfield |
| Eine Rückblende ins Jahr 2007 zeigt, dass die Frage nach der Schuld an Tommis Tod nicht so einfach zu beantworten ist wie bisher angenommen. Außerdem wird klar, was der Grund für die Scheidung von Seppo und Olivia war. 2019: Durch die Drohbriefe sind Risto und Seppo in höchster Alarmbereitschaft. Kalles Eltern bemerken die wachsende Unruhe beim Rest der mitgereisten Familie, wenn es um ihren Sohn geht, den Leo erneut zum Klettern mitgenommen hat. Seppo beichtet seiner Ex-Frau Olivia, warum er denkt, dass Elias Rache an der Familie nehmen will. Und Risto glaubt, einen Weg gefunden zu haben, wie er Leo ein für alle Mal loswerden kann. Seppos Töchter kehren indes nicht von der Hausparty zurück. |                 |                         |                           |                                       |                 |               |
| 5 | Folge 5         | Syyllinen / Guilty      | 16. Jan. 2020             | 30. Sep. 2021                         | Mikko Kuparinen | Kate Ashfield |
| 2007: Elias hatte bei der polizeilichen Vernehmung die Schuld auf Tommis Vater Seppo geschoben, konnte allerdings nicht überzeugend darlegen, warum er selbst mit einem Gewehr in der Nähe des Jungen war. Auch Seppo hatte von der Polizei Besuch bekommen und an seiner Aussage festgehalten, dass Elias Tommi erschossen habe, war jedoch im Laufe der Befragung zusehends nervöser geworden. Griechenland, 2019: Mikko erreicht Leo und Kalle an einer steilen Felswand. Kalle kann ihn im letzten Moment davon abhalten, Leo etwas anzutun, und sagt ihm die Wahrheit über Tommis Tod und Leos Identität. Mikko fühlt sich hintergangen, seine Familie hat ihm all die Jahre verschwiegen, was wirklich passiert ist. Helsinki, 2019: Seppos Töchter überraschen ihre Mutter Olivia mit einem gemeinsamen Abendessen mit ihren neuen Freunden, die allerdings sonderbar interessiert an Olivia und der Familiengeschichte zu sein scheinen. |                 |                         |                           |                                       |                 |               |
| 6 | Folge 6         | Haulikko / Shotgun      | 23. Jan. 2020             | 30. Sep. 2021                         | Mikko Kuparinen | Kate Ashfield |
| Nach dem gemeinsamen Abendessen mit ihrer Mutter brechen die Pärchen auf. Ellu bringt Tytti in das Haus, in dem er wohnt, und wirft ihr Handy aus dem Fenster. Daniel fährt mit der schlafenden Anna zu einem „Überraschungswochenende“ außerhalb der Stadt und nimmt ihr Handy an sich. Seppo erreicht am Morgen nach dem Abendessen das Haus seiner Ex-Frau Olivia. Er glaubt, dass die Mädchen in Lebensgefahr sind. Auf dem Esstisch sieht er einen Schlüsselanhänger, den er zu kennen scheint. Währenddessen erreichen die beiden Pärchen ihr jeweiliges Ziel. Einer der Schwestern kommt das Wochenenddomizil bekannt vor. |                 |                         |                           |                                       |                 |               |